# New Georgia Encyclopedia
La New Georgia Encyclopedia (NGE) est une encyclopédie en ligne dont le domaine de compétences est l'État de Géorgie. Le projet remonte au milieu des années 1990, il est soutenu par le Georgia Humanities Council, le gouverneur de Géorgie, l'University of Georgia Press et l'University System of Georgia/GALILEO. Ses articles sont rédigés depuis 2000 par des universitaires, des enseignants, des journalistes et des auteurs de l'ensemble de la Géorgie.